# Thorkell el Alto

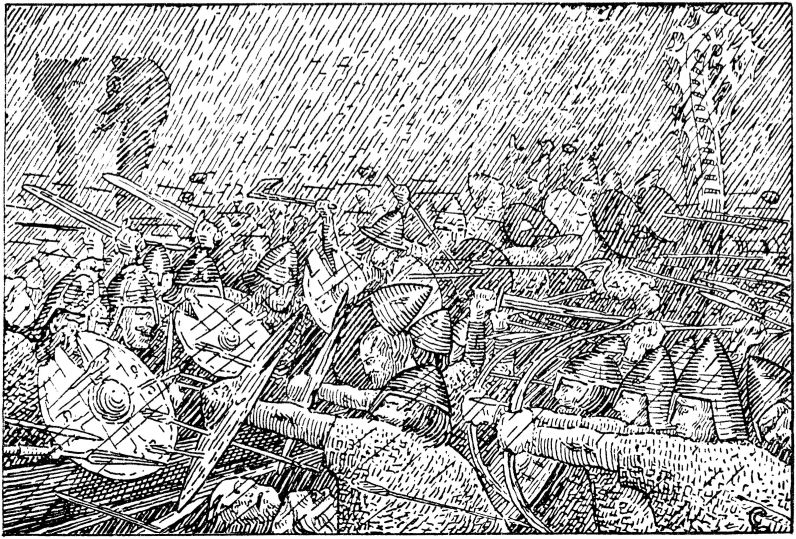
Jomsvikings luchando bajo una lluvia de piedras en la Batalla de Hjörungavágr.

Thorkell Strut-Haraldsson también conocido como Torkjell Høge Haraldsson, Thorkell el Alto y Thorkell el Grande en la crónica anglosajona (en nórdico antiguo: Þorke(ti)ll inn hávi) (m. 1039); era un mercenario vikingo, hijo de un caudillo de Escania, Harald el Estirado, y hermano del jarl Sigvaldi Strut-Haraldsson y Hemming, comandantes de los jomsvikings en la mítica fortaleza de Jomsborg, localizada en la isla de Wolin, siendo un líder notable.
Thorkell formó parte en la batalla de Hjörungavágr en el año 986 y en la batalla de Swold en el año 1000. Atacó Inglaterra en el año 1010, con una incursión cerca de Ipswich en las orillas del río Orwell con un vasto ejército, derrotando a las fuerzas locales enviadas desde Ipswich. Recibió un inusual pago de danegeld (tributo) en 1011. En el año 1012, los hombres de Thorkell apresaron al Arzobispo Alphege como rehén, usado anteriormente como instrumento para conseguir danegelds como pago tributario. Mientras estuvo bajo la protección de Thorkell fue asesinado en Greenwich durante un festejo donde fue descuartizado. Alphege renunció al intercambio organizado por Eadric Streona porque no deseaba empobrecer más a sus paisanos, propiciando su propia muerte. Sensibilizado que estaba perdiendo control sobre sus hordas, Thorkell y sus leales desertaron y entraron al servicio de Etelredo II el Indeciso, con quien lucharon bajo su mando en el año 1013 contra la invasión del rey Svend I de Dinamarca y su hijo Canuto el Grande. Tras la muerte de Svend I, los constantes ataques ingleses a los invasores daneses llevaron a su hijo a abandonar la conquista, y las fuerzas de Etelredo se volvieron contra los jomsvikings a su servicio y en esas refriegas murió el hermano de Thorkell, Hemming. Thorkell regresó a Dinamarca, dejando un asentamiento en Inglaterra. Más tarde volvió con el futuro rey, en 1015, y con el éxito de la invasión tras la batalla de Assandun (1016) fue proclamado jarl del reino de Estanglia en 1017, tras la coronación del rey vikingo de Inglaterra. Una explicación de la aceptación de Canuto el Grande a la fidelidad de Thorkell, al margen de su poderío militar, pudo ser el hecho de que fuera su mentor de juventud. Los jomsvikings tenían un valor especial para Canuto: él mismo mantuvo una guarnición personal que le mantenía en guardia contra los responsables de traiciones al juramento de lealtad a su padre durante la conquista. Fueron los hombres de Thorkell quienes enseñaron a Canuto a luchar sus batallas.
En 1021, Thorkell cayó en desgracia con el rey Canuto, y regresó a Dinamarca que pudo ser consecuencia de un proceso contra su esposa, encontrada culpable de envenenar a su hijo por su primer matrimonio, con la ayuda de una bruja. Thorkell había jurado su inocencia y consecuentemente perdió el favor real. No obstante pronto se reconcilió con Canuto quien le proclamó de nuevo como jarl de Dinamarca, aunque a partir de 1023 desaparece y no existen más menciones sobre él. Es posible que ya fuera demasiado viejo para participar en más conflictos y que durante sus últimos años se dedicara a la Corte, sin responsabilidades militares. Otra posibilidad es que fuese exiliado del reino, regresara a Jomsborg o Escania, y viviera el resto de su vida con la gloria de un soldado voluntarioso. De una forma u otra, murió pronto tras su nombramiento como jarl de Dinamarca, y las causas de su muerte pudieron ser tan naturales como malintencionadas. No hay duda que Thorkell fue una figura histórica, y su carrera, especialmente la primera parte, un escalón importante de la leyenda de los misteriosos jomsvikings, que demasiado a menudo han distraído y distorsionado los hechos de su vida.

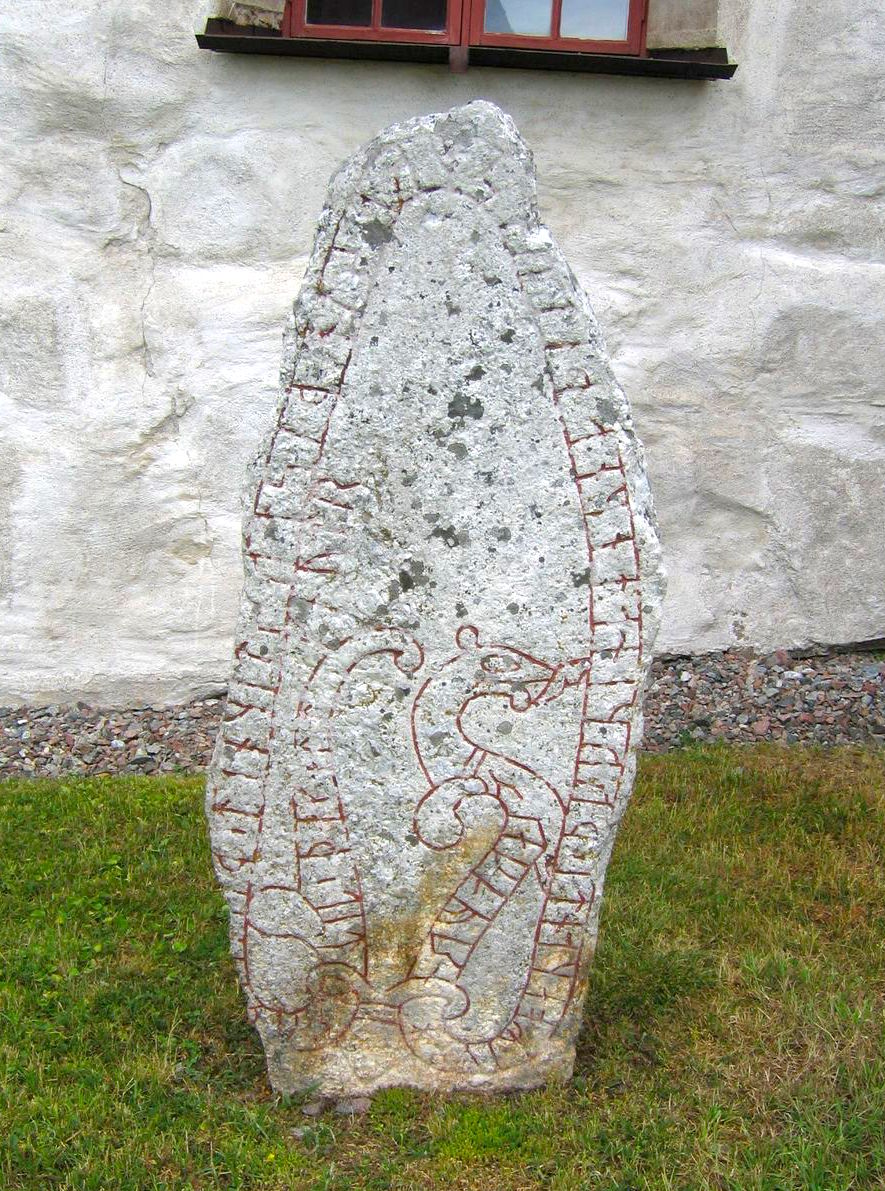
La piedra rúnica de Orkesta U344 en Uppland, Suecia, erigida por el vikingo Ulfr quien cita los danegelds (tributos) adquiridos en Inglaterra con Thorkell el Alto, también cita al caudillo Skagul Toste y el rey Canuto el Grande.